# Rita Maiden
Pour les articles homonymes, voir Maiden.
Rita Maiden est une actrice française d'origine roumaine, née le 6 mai 1928 à Bucarest et morte le 7 août 2017 dans le 15e arrondissement de Paris.

## Filmographie

### Cinéma
- 1964 : L'Amour avec des si de Claude Lelouch
- 1964 : Une femme mariée de Jean-Luc Godard
- 1964 : De l'amour de Jean Aurel
- 1966 : Les Combinards  de Juan Estelrich, Riccardo Pazzaglia et Jean-Claude Roy
- 1966 : Ils sont nus  de Claude Pierson
- 1966 : Made in USA  de Jean-Luc Godard
- 1967 : Playtime  de Jacques Tati
- 1967 : Un idiot à Paris  de Serge Korber
- 1969 : La Vie, l'Amour, la Mort  de Claude Lelouch
- 1969 : La voie lactée  de Luis Buñuel
- 1969 : Mister Freedom  de William Klein
- 1970 : La Horse  de Pierre Granier-Deferre
- 1970 : Dernier Domicile connu  de José Giovanni
- 1970 : La Peau de Torpedo  de Jean Delannoy
- 1970 : Le Distrait  de Pierre Richard
- 1972 : Je, tu, elles...  de Pierre Foldes
- 1974 : Les Valseuses  de Bertrand Blier
- 1974 : Au plaisir des dames  de Jean-François Davy
- 1975 : Les Joyeuses  de Jacques Otmezguine
- 1975 : Vous ne l'emporterez pas au paradis  de François Dupont-Midi
- 1975 : Le Futur aux trousses  de Dolorès Grassian
- 1975 : Les Goulues  de Claude Pierson
- 1976 : Calmos  de Bertrand Blier
- 1976 : Cours après moi que je t'attrape  de Robert Pouret
- 1976 : Si c'était à refaire  de Claude Lelouch
- 1977 : Une femme, un jour...  de Léonard Keigel
- 1977 : Le Vieux Pays où Rimbaud est mort  de Jean Pierre Lefebvre
- 1977 : L'Animal  de Claude Zidi
- 1978 : Dora et la Lanterne magique  de Pascal Kané
- 1978 : Le beaujolais nouveau est arrivé  de Jean-Luc Voulfow
- 1979 : Je vous ferai aimer la vie  de Serge Korber
- 1979 : Je te tiens, tu me tiens par la barbichette  de Jean Yanne
- 1979 : Maman a cent ans de  Carlos Saura
- 1979 : Le Gagnant  de Christian Gion
- 1980 : Je vais craquer  de François Leterrier
- 1981 : Docteur Jekyll et les femmes  de Walerian Borowczyk
- 1981 : Les Bidasses aux grandes manœuvres  de Raphaël Delpard
- 1984 : La Femme en spirale  de Jean-François Davy
- 1984 : La Pavane de Berthe Trépat  de Jean-François Lopes (court métrage)
- 1985 : Le Thé au harem d'Archimède  de Mehdi Charef
- 1999 : Une vraie jeune fille  de Catherine Breillat

### Télévision
- 1965 : Les Jeunes Années de Joseph Drimal (série, 26 épisodes de 13 minutes)
- 1966 : La Prise de pouvoir par Louis XIV de Roberto Rossellini
- 1967 : L'Homme aux cheveux gris de Max Leclerc
- 1967 : Pitchi-Poï ou La parole donnée de François Billetdoux et Guy Casaril
- 1968 : L'Homme de l'ombre de Guy Jorré (série)
- 1968 : Les Cinq Dernières Minutes, épisode Tarif de nuit de Guy Séligmann
- 1968 : L'Homme du Picardie de Jacques Ertaud (série)
- 1969 : Fortune de Henri Colpi (série)
- 1969 : Que ferait donc Faber ? de Dolorès Grassian (série)
- 1971 : Madame êtes-vous libre? de Claude Heymann (série)
- 1971 : Les Enquêtes du commissaire Maigret de Claude Barma, épisode : Maigret à l'école
- 1972 : La Mort d'un champion d'Abder Isker
- 1973 : L'Enfant de l'automne de Jean-Jacques Goron (série)
- 1973 : Le Canari de Peter Kassovitz
- 1973 : Byron, libérateur de la Grèce ou Le jardin des héros de Pierre Bureau
- 1973 : L'Inconnue de la Seine de Olivier Ricard
- 1975 : Hugues-le-Loup de Michel Subiela
- 1975 : Deux mois d'un été de Edmond Tiborovsky
- 1975 : Amigo de Philippe Joulia
- 1976 : Une place forte de Guy Jorré
- 1977 : Recherche dans l'intérêt des familles de Philippe Arnal
- 1977 : La Maison des autres de Jean-Pierre Marchand (série)
- 1978 : Les Eygletière de René Lucot et Louis Pascal (série)
- 1978 : Le Temps d'une République de Roger Pigaut (série, épisode Un soir d'hiver, place de la Concorde)
- 1979 : Une fille seule de René Lucot (série)
- 1980 : Julien Fontanes, magistrat épisode Par la bande de François Dupont-Midy
- 1981 : Le Boulanger de Suresnes de Jean-Jacques Goron
- 1982 : Deuil en vingt-quatre heures de Frank Cassenti (série)
- 1984 : Un homme va être assassiné de Dolorès Grassian
- 1984 : Irène et Fred de Roger Kahane
- 1987 : Drôles d'occupations de Alain Boudet (série)
- 1988 : Les Enquêtes du commissaire Maigret, série télévisée, de Michel Subiela épisode Le Témoignage de l'enfant de chœur

## Théâtre
- 1962 : Ivanov d'Anton Tchekhov au théâtre Moderne. Mise en scène de Sacha Pitoëff
- 1967 : Rosencrantz et Guildenstern sont morts de Tom Stoppard au théâtre Antoine. Mise en scène de Claude Régy
- 1970 : La Mère (Matka) de Stanisław Ignacy Witkiewicz au théâtre Récamier. Mise en scène de Claude Régy
- 1972 : Maître Puntila et son valet Matti de Bertolt Brecht au théâtre Nanterre-Amandiers. Mise en scène de Bernard Ballet
- 1979 : Wings (en) d'Arthur Kopit au théâtre d'Orsay. Mise en scène de Claude Régy
- 1982 : Grand et petit de Botho Strauss au théâtre de l'Odéon, TNP Villeurbanne. Mise en scène de Claude Régy
- 1988 : L'École des femmes de Molière à La Criée et au théâtre des 13 vents. Mise en scène de Marcel Maréchal
- 1989 : Le Fidèle de Pierre de Larivey au théâtre national de Chaillot. Mise en scène de Jean-Marie Villégier